# Kosticovci
Kosticovci (Mysticeti) představují malořád kytovců, který zahrnuje velryby, plejtváky, keporkaka, velrybky a plejtvákovce. Rozlišující prvek mezi ozubenými a tímto podřádem je ten, že kosticovci mají v horní čelisti místo zubů řady desek, tzv. kostice, kterými filtrují kořist z vody. Zuby jsou přítomny pouze v zárodečné fázi. Kosticovci mají dva dýchací otvory, což způsobuje, že jejich výdech tvoří fontánku ve tvaru písmene V.
Kosticovci dosahují délky od 6 metrů (velrybka malá) po více než 30 metrů a jsou největší v současnosti žijící živočichové. Největší jedinci plejtváka obrovského zřejmě dosáhli hmotnosti přes 200 metrických tun. Tento podřád zahrnuje čtrnáct druhů ve čtyřech čeledích. Vědecké jméno pochází z řeckého slova mystax, které znamená „knír“.

## Potrava
Kosticovci nemají zuby. K pročesávání mořské vody obsahující kořist používají kostice. Potravu loví tak, že zaplaví svoji tlamu mořskou vodou spolu s množstvím živočichů, poté tlamu zavřou a vytvoří tlak zvednutím jazyka směrem k patru a tím vytlačí vodu a uvězní malé oceánské živočichy, například kril, planktonní korýše nebo malé ryby.
Filtrování potravy jako druh stravování používají například i plameňáci. Protože jednotliví korýši jsou droboučcí, musí kosticovci nabrat obrovské množství vody, která je obsahuje, k tomu, aby přežili.

## Chování

### Migrace
Kosticovci žijí ve všech oceánech Země. Všechny druhy se stěhují podle sezón. Léto tráví ve studených vodách ve vyšších zeměpisných šířkách, kde se věnují konzumaci potravy. Na podzim se přesouvají do teplejších vod, kde se páří a rodí mladé. Plejtvákovec šedý má dokonce nejdelší migrační trasu ze všech savců. Migruje přes 20 000 kilometrů každý rok.

### Skákání
I přes jejich enormní hmotnost, jsou kosticovci schopni vymrštit téměř celé své obrovské tělo nad vodní hladinu. Pro svoje akrobatické schopnosti jsou známi především keporkaci, nicméně i ostatní členové podřádu kosticovců jsou schopni prolomit vodní hladinu nebo alespoň hlasitě prásknout o hladinu svou ocasní ploutví. Po výskoku se obracejí a padají zpět na hřbet. Příčinu tohoto chování se stále nepodařilo uspokojivě vysvětlit. Možná se snaží vyvolat silné zvukové vlny, nebo se snaží potlačit svědění způsobené kožními parazity.

### Zpěvy
Oproti ozubeným, kosticovci nemají schopnost echolokace. Zato však mají jinou zvláštní schopnost: vydávají zvuky nízké frekvence (v infrazvukovém frekvenčním pásmu) velké hlasitosti. Volání největších velryb jsou slyšitelné až několik set kilometrů daleko. Unikátní jsou zpěvy keporkaků, které se skládají ze složitých sekvencí, které se u nich rok od roku mění. Celý projev trvá až 30 minut. Pravděpodobně jsou používány k námluvám.

## Taxonomie
- Čeleď: velrybovití (Balaenidae)
  - Rod: Balaena
    - velryba grónská (Balaena mysticetus)

  - Rod: Eubalaena
    - velryba černá (Eubalaena glacialis)
    - velryba jižní (Eubalaena australis)
    - velryba japonská (Eubalaena japonica)
- Čeleď: velrybkovití (Neobalaenidae)
  - Rod: Caperea
    - velrybka malá (Caperea marginata)
- Čeleď: plejtvákovcovití (Eschrichtidae)
  - Rod: Eschrichtius
    - plejtvákovec šedý (Eschrichtius robustus)
- Čeleď: plejtvákovití (Balaenopteridae)
  - Rod: Megaptera
    - keporkak (Megaptera novaeangliae)

  - Rod: Balaenoptera
    - plejtvák myšok (Balaenoptera physalus)
    - plejtvák malý (Balaenoptera acutorostrata)
    - plejtvák Edenův (Balaenoptera edeni)
    - plejtvák sejval (Balaenoptera borealis)
    - plejtvák obrovský (Balaenoptera musculus)
    - plejtvák jižní (Balaenoptera bonaerensis)
    - plejtvák Brydeův (Balaenoptera brydei)
    - plejtvák Omurův (Balaenoptera omurai)
    - plejtvák Riceův (Balaenoptera ricei)